# حبشی (اسدآباد)
حبشی (اسدآباد)، روستایی از توابع بخش پیرسلمان شهرستان اسدآباد در استان همدان ایران است.

## جمعیت
این روستا در دهستان پیرسلیمان قرار دارد و براساس سرشماری مرکز آمار ایران در سال ۱۳۹۵، جمعیت آن ۳۷۹ نفر (۱۴۸خانوار) بوده‌است.